# Ga Giáp Bát

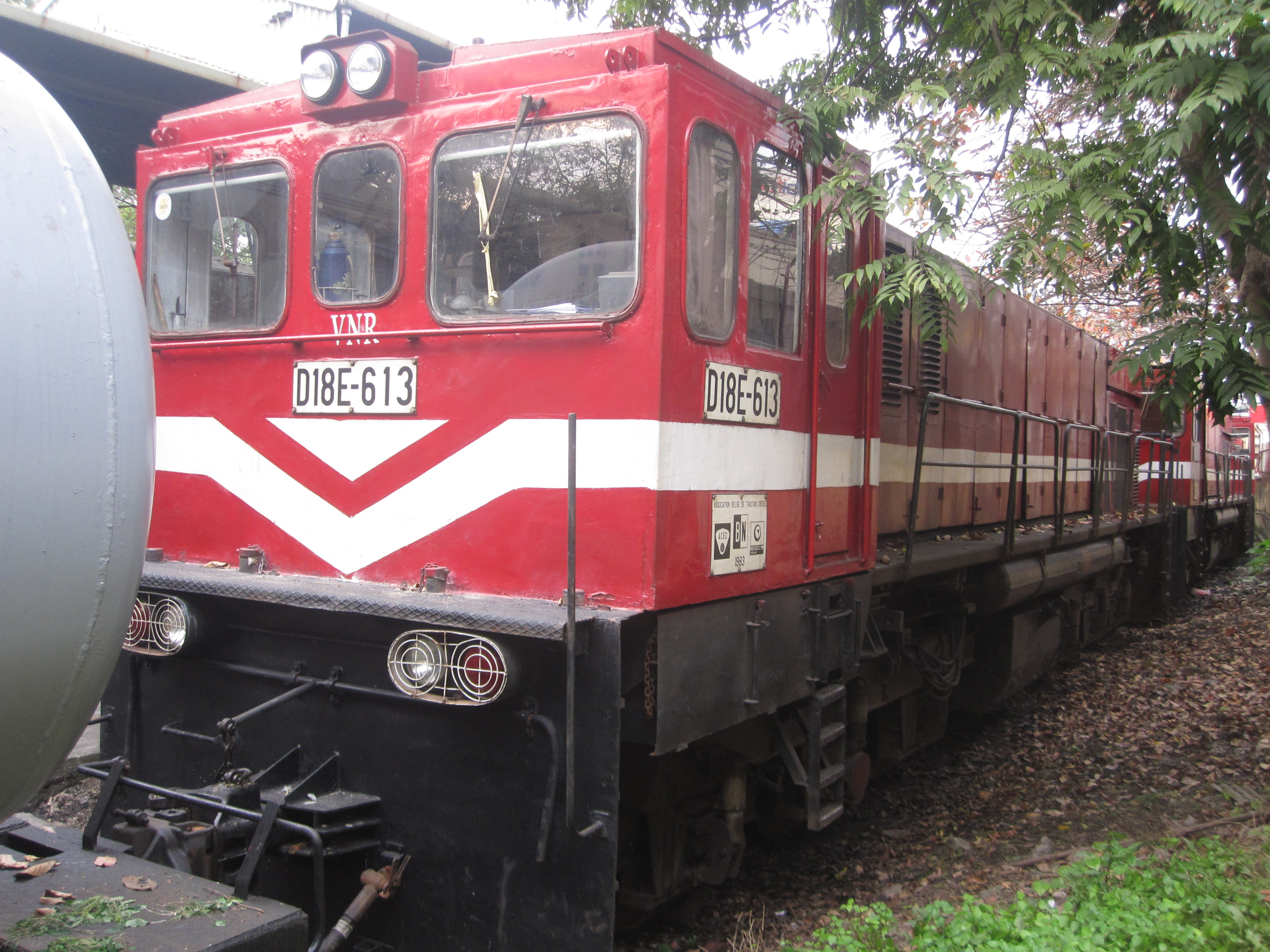
Máy 613

Ga Giáp Bát là một nhà ga xe lửa tại phường Định Công, thành phố Hà Nội. Lý trình: km 5+180. Là ga đầu mối, trọng điểm trong kinh doanh vận chuyển hàng hoá. Nhiệm vụ chính của ga Giáp Bát là đảm nhận việc giải thể/ lập tàu với >25 đôi tàu hàng chuyến tuyến, trong đó có 18 đôi tàu hàng Bắc-Nam / tuần, 3-8 chuyến vành đai/tuần.

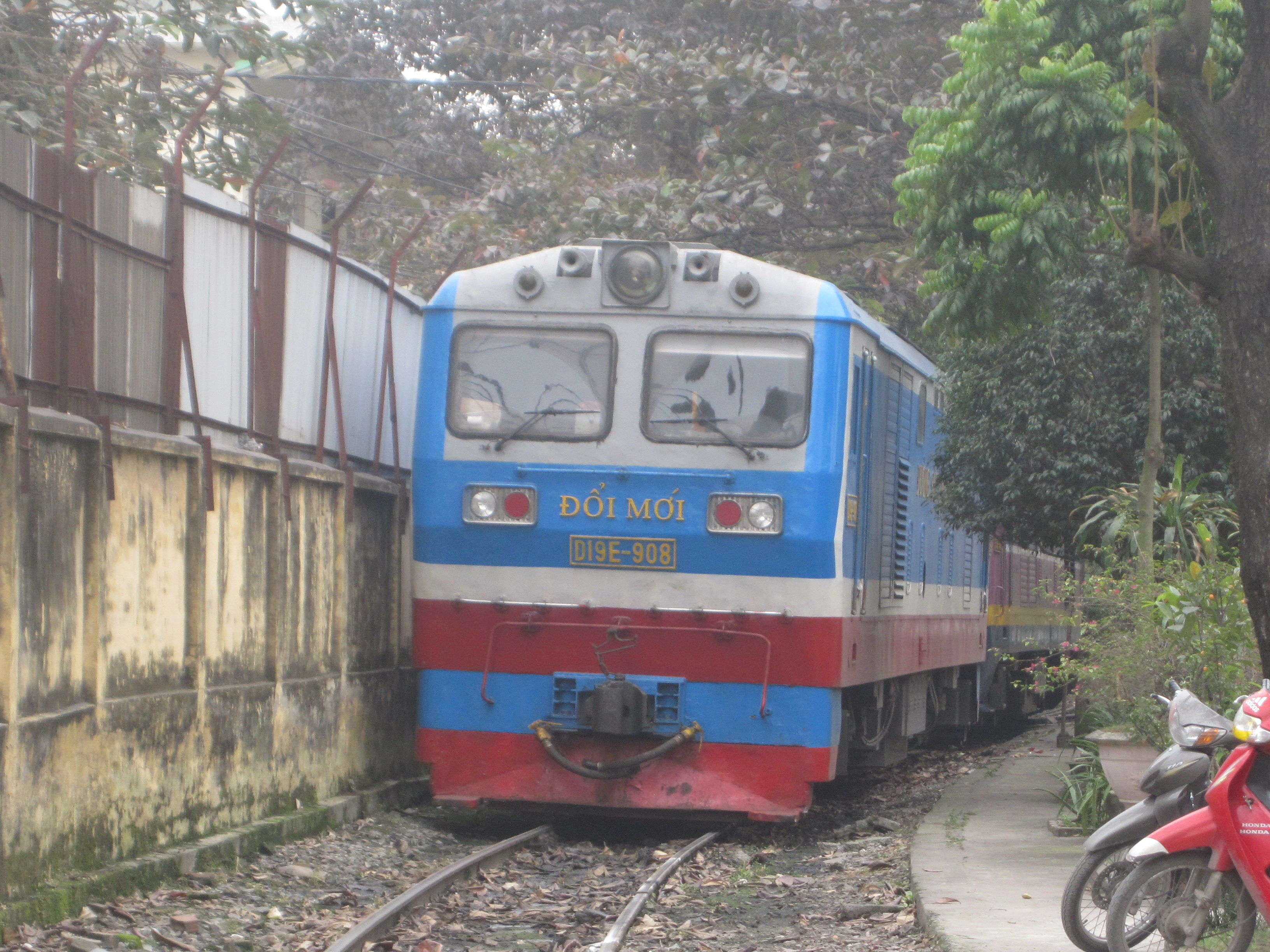
Máy 908 nghỉ trong trạm chờ KH

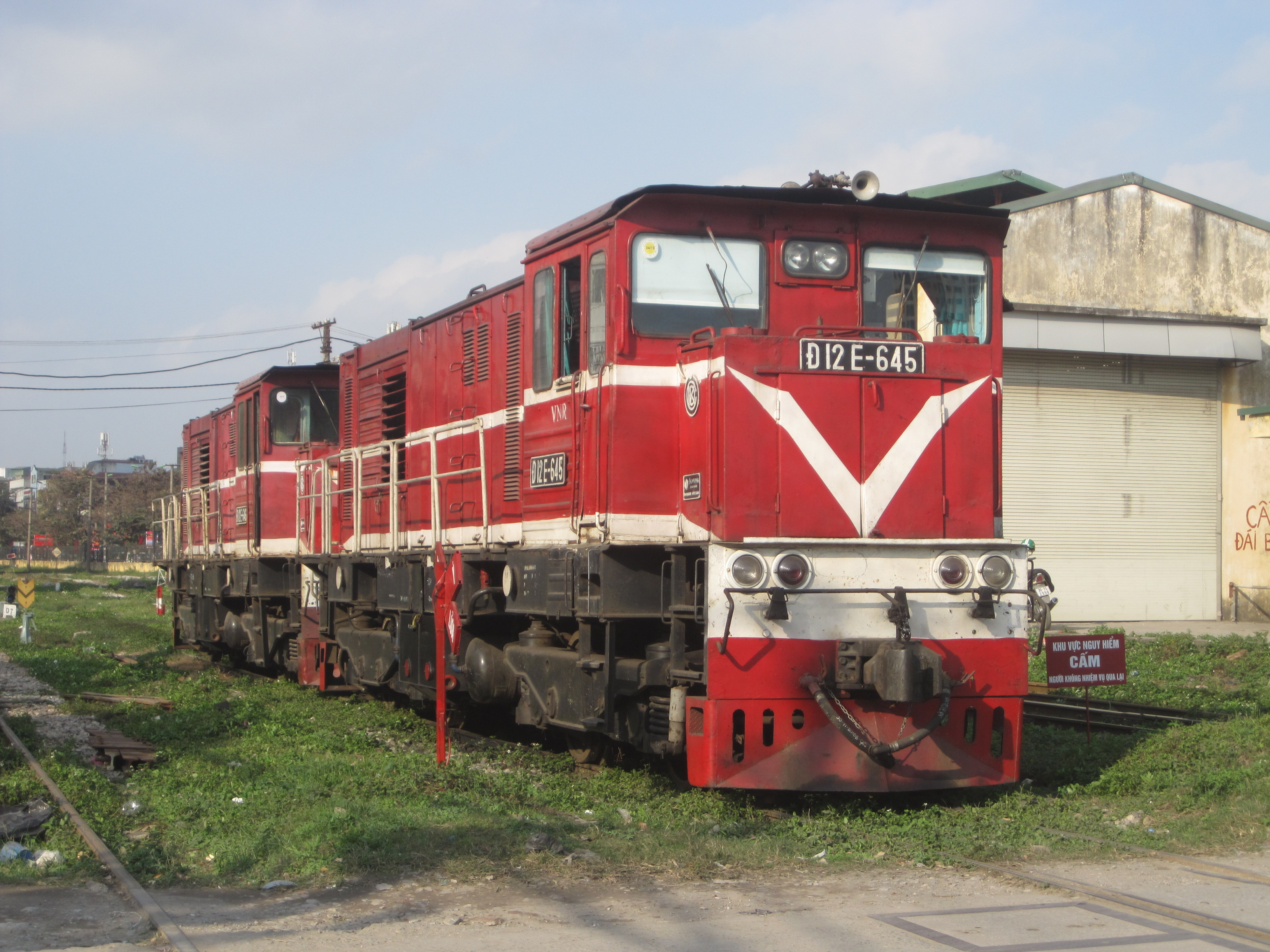
Máy Tiệp (D12E) là máy dồn chủ lực của ga